# Costière
Pour les articles homonymes, voir Costière (homonymie).
Une costière est :
- un relief constitué par un muret ou une tôle d'acier situé(e) le long d'un joint de gros œuvre ou le long d'une émergence. Solidaire de l'élément porteur, elle doit comporter à sa partie supérieure un dispositif qui fait obstacle à l'eau de ruissellement. Le muret est support du relevé d'étanchéité en terrasse ;
- un cadre de charpente de toit recevant la fenêtre ;
- les parois latérales intérieures d'une cheminée, d'un conduit de fumées.